# Alopecosa kalavrita
Alopecosa kalavrita là một loài nhện trong họ Lycosidae.
Loài này thuộc chi Alopecosa. Alopecosa kalavrita được Jan Buchar miêu tả năm 2001.